# 合头草属
合头草属（学名：Sympegma）是藜科下的一个属，为半灌木植物。该属仅有合头草（Sympegma regelii）一种，分布于中亚。